# Steffi Duna

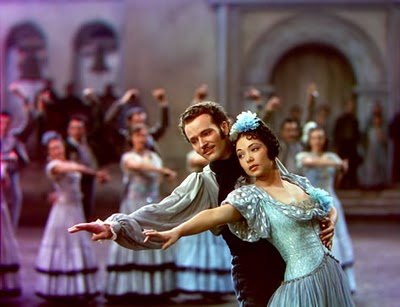
Jelenet a „Dancing Pirate” filmből

Steffi Duna, született Berindey Erzsébet Stefánia, (Budapest, 1910. február 8. – Beverly Hills, Los Angeles megye, Kalifornia, 1992. április 22.) magyar színésznő, táncosnő. Meghatározó személyiség az 1930-as években az angol-amerikai filmekben.

## Élete
1932-ben emigrált, és ez évtől kezdve játszott filmekben 1940-ig. Első férje és gyermekének apja John Carroll amerikai színész-énekes volt, második férje Dennis O'Keefe amerikai színész volt (a férfi haláláig).

## Filmjei

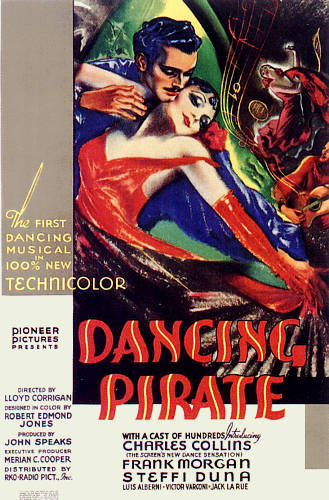
A „Dancing Pirate” film plakátja

- Girl from Havana (1940) - Chita
- The Great McGinty[1] (1940) - Táncos lány
- River's End (1940) - Cheeta
- Phantom Raiders (1940) - Dolores
- Waterloo Bridge (1940) - Lydia (táncosnő)
- The Marines Fly High (1940) - Teresa
- Law of the Pampas (1939) - Chiquita
- Hitler - Beast of Berlin[2] (1939) - Elsa Memling
- Way Down South (1939) - Pauline
- The Magnificent Fraud (1939) - Carmelita
- The Girl and the Gambler (1939) - Dolores 'The Dove' Romero
- Panama Lady (1939) - Cheema
- Flirting with Fate (1938) - Carlita
- Rascals (1938) - Stella
- Escape by Night (1937) - Josephine, "Jo" Elliott
- Anthony Adverse (1936) - Neleta
- Dancing Pirate (1936) - Serafina perena
- I Conquer the Sea! (1936) - Rosita Gonzales
- Pagliacci (1936) - Nedda Salvatini
- La Fiesta de Santa Barbara, (1935) - Duna Steffi önmaga
- Hi, Gaucho! (1935) - Inez del Campo
- Red Morning (1935) - Kara Perava
- One New York Night (1935) - Louise Broussiloff grófnő
- Let's Try Again (1934)[3]
- Man of Two Worlds (1934) - Guninana
- La Cucaracha (1934) - Chatita
- The Iron Stair (1933) - Elsa Damond
- The Indiscretions of Eve (1932) - Eve

## További információ
- Steffi Duna a PORT.hu-n (magyarul)
- Steffi Duna az Internet Movie Database-ben (angolul)
- Steffi Duna a Rotten Tomatoeson (angolul)